# Laboratorio-osservatorio internazionale Piramide
Il Laboratorio-Osservatorio Internazionale Piramide (in nepalese: पिरामिड प्रयोगशाला, Pirāmiḍa prayōgaśālā) conosciuta anche come Piramide italiana del CNR o Piramide dell'Everest, è una base scientifica italiana situata a Lobuche, nel Distretto di Solukhumbu, in Nepal, sul versante meridionale del monte Everest ad un'altitudine di 4.980 m s.l.m.. Inaugurata nell'ottobre 1990 da Ardito Desio, è inclusa fra le grandi infrastrutture del Consiglio nazionale delle ricerche, insieme alla nave oceanografica Urania, il laboratorio aereo per ricerche ambientali (LARA), il laboratorio del Monte Cimone, la Base Scientifica in Antartide e la Base scientifica del CNR in Artico.

## Storia

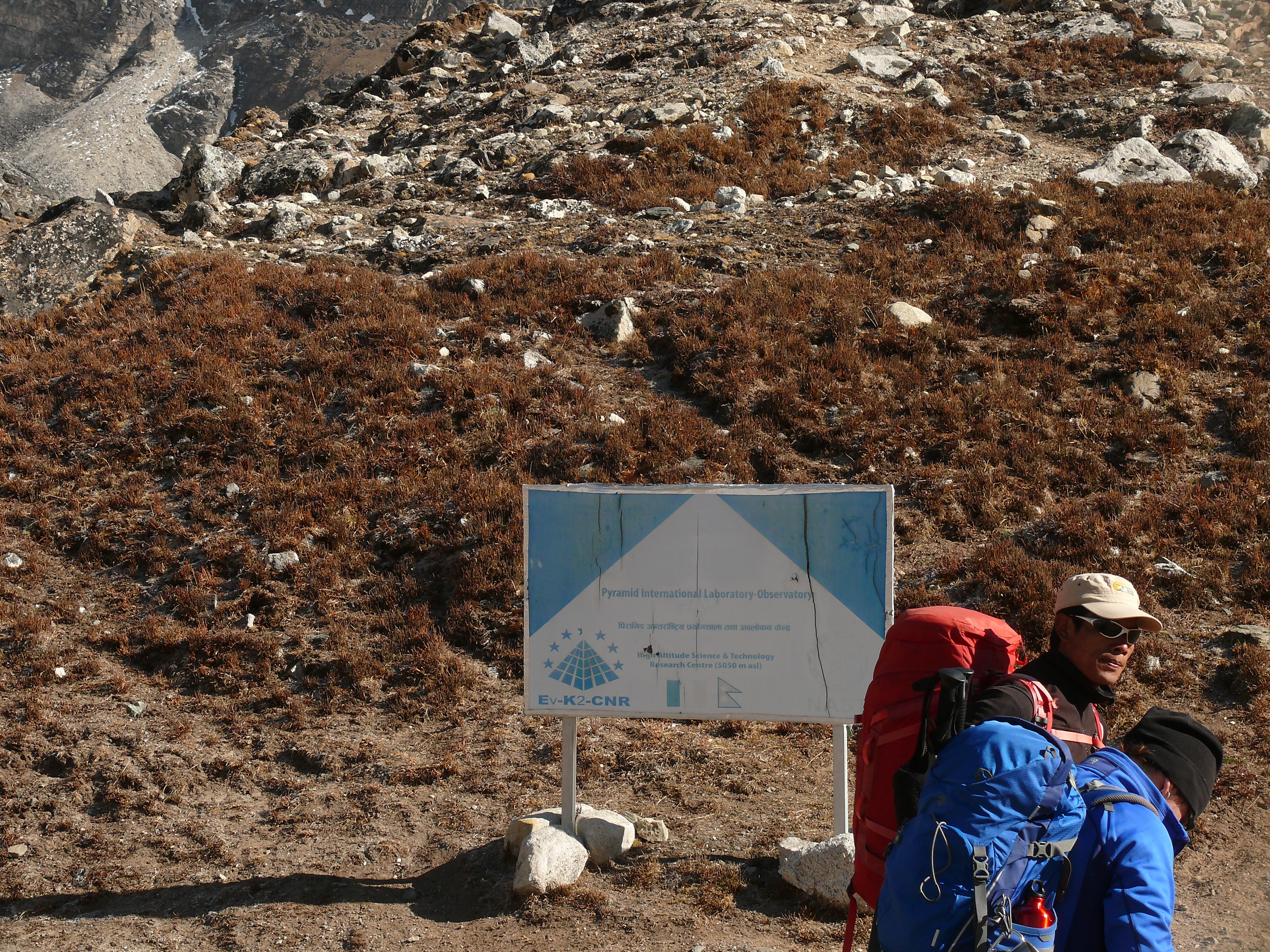
Cartello nei pressi del villaggio di Lobuche

Negli anni 1980 nacque l'idea di costruire un laboratorio specifico per la ricerca scientifica, promossa da Ardito Desio, Agostino Da Polenza, Mino Damato e Renato Moro. Venne così fondato un comitato per il progetto Everest-K2-CNR nell'ambito del Consiglio nazionale delle ricerche, che grazie al supporto di due aziende italiane portò alla realizzazione della Piramide, ideata come laboratorio di meteorologia, idrologia, geologia, medicina, etnografia, zoologia e botanica.
La struttura venne pre-assemblata ed inaugurata il 17 aprile 1988 presso la fiera di Milano dal presidente del consiglio dei ministri Ciriaco De Mita, mentre il giorno successivo il progetto EV-K2-CNR (così chiamato poiché fra la prima ricerca proposta fu quella relativa all'esatta misurazione dell'altezza dell'Everest e del K2) venne illustrato in una conferenza stampa alla presenza del ministro per la ricerca scientifica Antonio Ruberti e ai membri dell'Accademia di Scienze della Cina, dal momento che inizialmente si era pensato di installare la Piramide nella valle del Tingri in Tibet, sul versante settentrionale dell'Everest. Successivamente, a seguito della situazione politica in Cina culminata nella strage di piazza Tienanmen, venne invece ritenuta migliore la realizzazione del laboratorio vicino al campo base meridionale dell'Everest: venne così stipulato nel 1990 un accordo con l'Accademia di scienze e tecnologie del Nepal per creare la base all'interno del Parco nazionale di Sagarmatha.

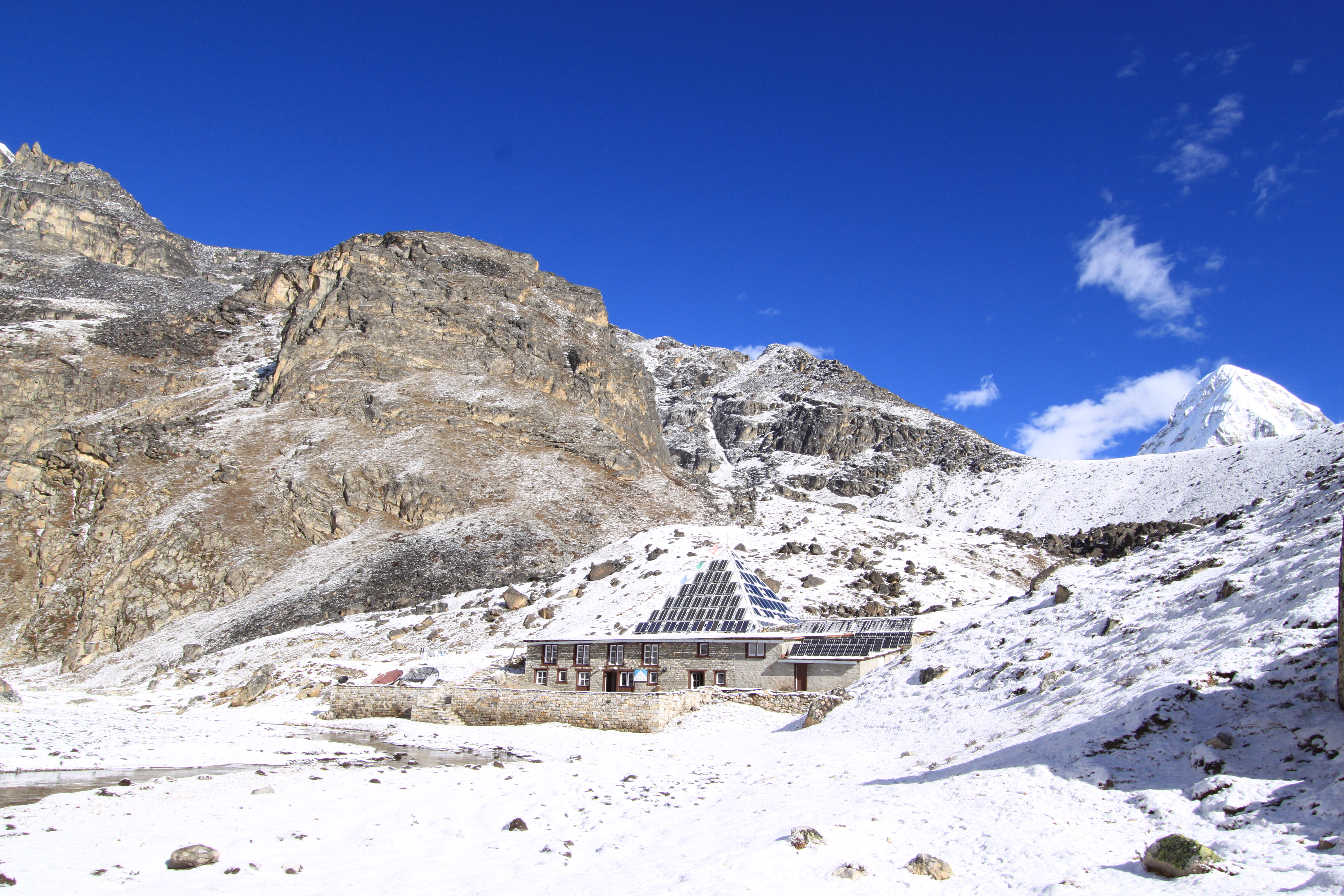
La Piramide nell'ottobre 2010

Il laboratorio-osservatorio venne attivato nel settembre 1990, mentre il mese successivo fu inaugurato da Ardito Desio stesso, che nonostante l'età di 93 anni volle essere presente alla cerimonia di quello che fu considerato un simbolo della creatività e della capacità scientifica e tecnologica dell'Italia. Nel 2013 vennero sostituiti i 100 pannelli solari e le batterie che forniscono parte dell'energia elettrica necessaria al laboratorio, mente altra fonte è costituita da una piccola centrale idroelettrica alimentata da un lago soprastante. Nel 2014 l'Organizzazione meteorologica mondiale definì la Piramide come un punto di riferimento per la ricerca e il monitoraggio della qualità dell'aria.
Dopo 25 anni di attività, durante i quali sono state ospitate circa 520 missioni scientifiche, condotte da 220 ricercatori di 143 istituzioni scientifiche internazionali, nel 2015 il governo italiano decise di sospendere i finanziamenti al progetto EV-K2-CNR, che da allora dispone solo di fondi offerti da privati e dai visitatori della struttura. La Piramide è riuscita a resistere al devastante terremoto del Nepal del 25 aprile 2015 ed alle conseguenti valanghe che hanno spazzato via il campo base dell'Everest.

## Descrizione

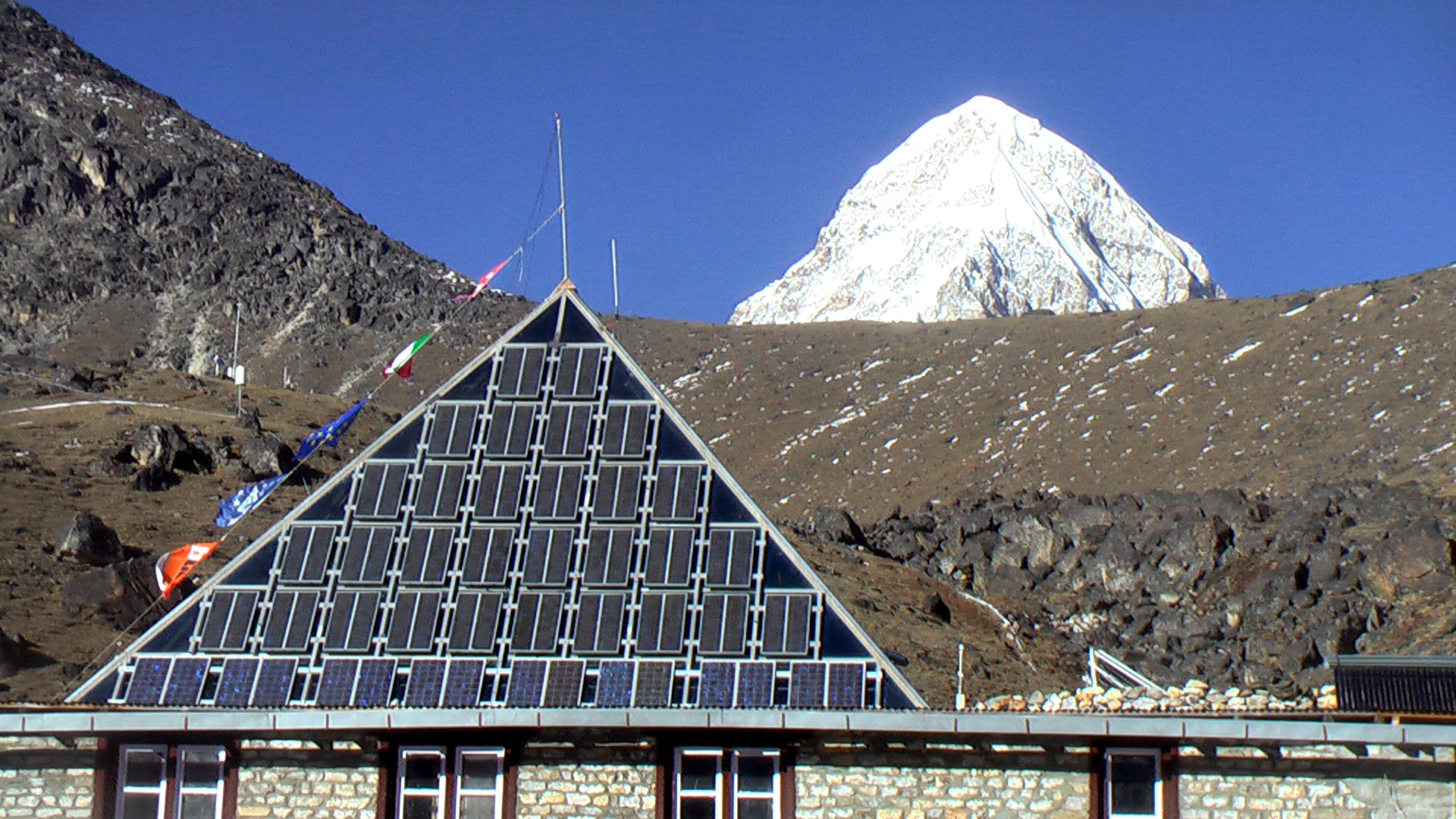
La Piramide con la vetta innevata del Pumori (7.161) sullo sfondo

La Piramide, realizzata in vetro e metallo, misura 13,22 metri per lato ed è alta 8,40 metri. La struttura è in grado di alloggiare fino a 30 ricercatori e tecnici. Complessivamente il laboratorio è dotato di 29 stazioni di rilevamento, tra cui un sismometro digitale che ha rilevato lo spostamento dell'Everest di un metro verso nord-est nel giro di una ventina di anni.
Il laboratorio è posto ufficialmente a 5.050 m s.l.m., ma nel 2013 l'alpinista Simone Moro riferì di aver effettuato misurazioni digitali con il GPS che avevano riportato un'altitudine di 4.980 m s.l.m., comunque più dei 4.554 m s.l.m. della Capanna Regina Margherita sul Monte Rosa in Italia (osservatorio più alto d'Europa).

### Principali progetti realizzati
- 2011-2015: SHARE - Stations at High Altitude for Research on the Environment (Stazioni ad alta quota per la ricerca sull'ambiente)